# Discographie de Ted Nugent
Cet article présente la discographie de Ted Nugent, guitariste, chanteur, auteur et compositeur américain. Elle est divisée en trois parties. La première au sein du groupe The Amboy Dukes  (six albums studios, un album live), la deuxième et la plus importante, en solo (seize albums studios, huit en public et plusieurs compilations  et singles, enfin la troisième au sein des Damn Yankees (deux albums studios).

## Présentation
La carrière discographique de Ted Nugent commença en novembre 1967 au sein des Amboy Dukes avec l'album éponyme. En avril 1968 sort le deuxième album Journey to the Center of the Mind qui se classa à la 74e place du Billboard 200, il contient le single qui donne le nom à l'album et qui sera un énorme succès aux États-Unis (# 16 au Billboard Hot 100). Cinq albums suivront jusqu'en 1974, dont l'album en public Survival at the Fittest Live, mais le groupe, dont Ted Nugent est le seul membre à jouer sur tous les enregistrements, ne connaitrat plus le succès. 
En 1975, Nugent décide de se lancer dans une carrière solo. Bien lui en prit, car jusqu'en 1980, le succès est au rendez-vous, tous ses albums se classant dans le top 30 du Billboard 200 américain. Les sommets seront l'album studio Cat Scratch Fever (1977) et l'album en public Double Live Gonzo!, qui seront tous deux certifiés triple disque de platine (3 millions d'exemplaires vendus) par la RIAA. Le succès sera aussi présent au Canada, les six premiers albums seront récompensés au minimum par un disque d'or. En Europe, seul le Royaume-Uni et la Suède acceillront l'œuvre du "Nuge" dans leurs classements musicaux, mais dans une mesure bien moindre qu'en Amérique du Nord.
A partir de 1981 et l'album "live", Intensities in 10 Cities, composé uniquement de titres inédits, dernier testament (hormis les albums en public) du hard rock sauvage de Ted Nugent, la musique proposée se tournera vers un rock FM moins apprécié par les fans de Nugent. Quatre albums sortiront jusqu'en 1988 avant que Ted Nugent mette sa carrière solo entre parenthèses.
En 1989, il créa le supergroupe Damn Yankees avec Tommy Shaw (Styx, Jack Blades (Night Ranger) et le batteur Michael Cartellone. Le succès sera de nouveau au rendez-vous, les deux albums studios se classeront respectivement à la 13e et 22e place du Billboard 200 et les ventes seront massives.
En 1995, Ted Nugent reprend sa carrière en solo avec l'album Spirit of the Wild qui sera le dernier à entrer dans le top 100 américain. Les albums suivront avec des espaces plus importants, le dernier à ce jour Detroit Muscle verra le jour le 20 avril 2022.

## Discographie des Amboy Dukes

### Albums
| Album | chart |
| Album | USA   |
| --- | ----- |
| The Amboy Dukes - Sortie: 1er novembre 1967 - Label: Mainstream Records - AllMusic Lien                                                                 | 183   |
| Journey to the Center of the Mind - Sortie: 1er avril 1968 - Label: Mainstream Records - AllMusic Lien                                                  | 74    |
| Migration - Sortie: 1969 - Label: Mainstream Records - AllMusic Lien                                                                                    | —     |
| Marriage on the Rocks/Rock Bottom - Sortie: 1er mars 1970 - Label: Polydor - AllMusic Lien                                                              | 191   |
| Survival of the Fittest Live - Sortie: 1er avril 1971 - Label: Polydor - Album enregistré en live · mais avec des compositions inédites - AllMusic Lien | 129   |
| Call of the Wild - Sortie: 1er septembre 1973 - Label: DiscReet Records - AllMusic Lien                                                                 | —     |
| Tooth, Fang & Claw - Sortie: 1er août 1974 - Label: DiscReet Records - AllMusic Lien                                                                    | —     |

### Principales compilations
| Album |
| --- |
| The Best of the Original Amboy Dukes Sortie: 1969 Label: Mainstream Records - AllMusic Lien                            |
| Journeys And Migrations - Sortie: 1973 - Label: Mainstream Records - AllMusic Lien                                     |
| Dr. Slingshot - Sortie: 1974 - Label: Mainstream Records                                                               |
| Ted Nugent And The Amboy Dukes - Sortie: 1976 - Label: Mainstream Records - AllMusic Lien                              |
| Loaded For Bear: The Best Of Ted Nugent & The Amboy Dukes - Sortie: 1976 - Label: Legacy Recordings - AllMusic [ Lien] |

### Singles
| Année | Titre                                                                | Position dans les chartes | Position dans les chartes | Album                             |
| Année | Titre                                                                | US hot 100                | CAN                       | Album                             |
| ----- | -------------------------------------------------------------------- | ------------------------- | ------------------------- | --------------------------------- |
| 1967  | "Baby, Please Don't Go" - Face B: "Psalms of Aftermath"              | 106                       | —                         | The Amboy Dukes                   |
| 1968  | "Journey to the Center of the Mind" - Face B: "Mississippi Murderer" | 16                        | 19                        | Journey to the Center of the Mind |
| 1968  | "You Talk Sunshine, I Breathe Fire" - Face B: "Scottish Tea"         | 114                       | —                         | Journey to the Center of the Mind |
| 1969  | "For His Namesake" - Face B: "Loaded For Bear"                       | —                         | —                         | Migration                         |
| 1969  | "Prodigal Man" - Face B: "Good Natured Emma"                         | —                         | —                         | Migration                         |
| 1969  | "Flight of the Byrd" - Face B: "Ivory Castles"                       | —                         | —                         | Non-album single                  |
| 1974  | "Sweet Revenge" - Face B: "Ain't It the Truth"                       | —                         | —                         | Call of the Wild                  |
| 1974  | "Free Flight" - Face B: "Sasha"                                      | —                         | —                         | Tooth, Fang & Claw                |

## Discographie en solo

### Albums studios
| Album                                                                                    | Charts | Charts   | Charts | Charts | Charts | Certifications        |
| Album                                                                                    | USA    | US Indie | CAN    | SWE    | UK     | Certifications        |
| ---------------------------------------------------------------------------------------- | ------ | -------- | ------ | ------ | ------ | --------------------- |
| Ted Nugent - Sortie: 22 novembre 1975 - Label: Epic Records - AllMusic Lien              | 28     | —        | —      | —      | 56     | 2 × Platine · Or      |
| Free-for-All - Sortie: 2 octobre 1976 - Label: Epic - AllMusic Lien                      | 24     | —        | 31     | 14     | 33     | 2 × Platine · Or      |
| Cat Scratch Fever - Sortie: 13 mai 1977 - Label: Epic - AllMusic Lien                    | 17     | —        | 25     | 14     | 28     | 3 × Platine · Platine |
| Weekend Warriors - Sortie: 1er octobre 1978 - Label: Epic - AllMusic Lien                | 24     | —        | 22     | —      | —      | Platine · Platine     |
| State of Shock - Sortie: 1er mai 1979 - Label: Epic - AllMusic Lien                      | 18     | —        | 18     | —      | —      | Or · Or               |
| Scream Dream - Sortie: 2 juin 1980 - Label: Epic - AllMusic Lien                         | 13     | —        | 26     | —      | 37     | Or · Or               |
| Nugent - Sortie: 17 juillet 1982 - Label: Atlantic Records - AllMusic Lien               | 51     | —        | —      | —      | —      | —                     |
| Penetrator - Sortie: 18 février 1984 - Label: Atlantic - AllMusic Lien                   | 56     | —        | —      | —      | —      | —                     |
| Little Miss Dangerous - Sortie: 22 mars 1986 - Label: Atlantic - AllMusic Lien           | 76     | —        | 89     | —      | —      | —                     |
| If You Can't Lick 'Em...Lick 'Em - Sortie: 5 mars 1988 - Label: Atlantic - AllMusic Lien | 112    | —        | —      | —      | —      | —                     |
| Spirit of the Wild - Sortie: 2 mai 1995 - Label: Atlantic - AllMusic Lien                | 86     | —        | —      | —      | —      | —                     |
| Craveman - Sortie: 24 septembre 2002 - Label: Spitfire Records - AllMusic Lien           | —      | 20       | —      | —      | —      |                       |
| Love Grenade - Sortie: 4 septembre 2007 - Label: Eagle Records - AllMusic Lien           | 186    | 22       | —      | —      | —      | —                     |
| Shutup & Jam! - Sortie: 8 juillet 2014 - Label: Frontiers Records - AllMusic Lien        | 102    | —        | —      | —      | —      | —                     |
| The Music Made Me Do It - Sortie: 9 novembre 2018 - Label: Round Hill - AllMusic Lien    | —      | 24       | —      | —      | —      | —                     |
| Detroit Muscle - Sortie: 29 avril 2022 - Label: Pavement Entertainment                   | —      | —        | —      | —      | —      | —                     |

### Albums en public
| Album                                                                                           | Charts | Charts | Charts | Charts | Certifications   |
| Album                                                                                           | USA    | CAN    | SWE    | UK     | Certifications   |
| ----------------------------------------------------------------------------------------------- | ------ | ------ | ------ | ------ | ---------------- |
| Double Live Gonzo! - Sortie: 30 janvier 1978 - Label: Epic Records - AllMusic Lien              | 13     | 11     | 24     | 47     | 3 × Platine · Or |
| Intensities in 10 Cities - Sortie: 21 mars 1981 - Label: Epic - AllMusic Lien                   | 51     | 17     | —      | 75     | —                |
| Live at Hammersmith '79 - Sortie: 11 mars 1997 - Label: Legacy Recordings - AllMusic Lien       | —      | —      | —      | —      | —                |
| Full Bluntal Nugity - Sortie: 5 juin 2001 - Label: Spitfire Records - AllMusic Lien             | —      | —      | —      | —      | —                |
| Extended Versions - Sortie: 23 septembre 2005 - Label: Sony Music Entertainment - AllMusic Lien | —      | —      | —      | —      | —                |
| Sweden Rocks - Sortie: 13 mai 2008 - Label: Eagle Records - AllMusic Lien                       | —      | —      | —      | —      | —                |
| Motor City Mayhem - Sortie: 30 juin 2009 - Label: Eagle Records - AllMusic Lien                 | —      | —      | —      | —      | —                |
| Ultralive Ballisticrock - Sortie: 22 octobre 2013 - Label: Frontiers Records - AllMusic Lien    | —      | —      | —      | —      | —                |

### Principales compilations
| Album                                                                                                  | Charts | Charts | Certifications |
| Album                                                                                                  | USA    | CAN    | Certifications |
| --- | ------ | ------ | -------------- |
| Great Gonzos!: The Best of Ted Nugent - Sortie: 6 novembre 1981 - Label: Epic Records - AllMusic Lien  | 140    | 47     | 2 × Platine    |
| Out of Control - Sortie: 22 juin 1993 - Label: Epic - AllMusic Lien                                    | —      | —      | —              |
| The Ultimate Ted Nugent - Sortie: 26 mars 2002 - Label: Legacy Recordings - AllMusic Lien              | —      | —      | —              |
| Hunt Music - Sortie: 1er juin 2004 - Label: Broadhead Music                                            | —      | —      | —              |
| Playlist: The Very Best of Ted Nugent - Sortie: 31 mars 2009 - Label: Epic - AllMusic Lien             | —      | —      | —              |
| Happy Defiance Day Everyday - Sortie: 2 juillet 2010 - Label: Sony Music Entertainment - AllMusic Lien | 61     | —      | —              |
| The 70's :Ted Nugent - Sortie: 7 octobre 2014 - Label: Sony Music Entertainment - AllMusic Lien        | —      | —      | —              |

## Singles
| Année | Titre                                                                           | Position dans les chartes | Position dans les chartes | Position dans les chartes | Album                            |
| Année | Titre                                                                           | US hot 100                | US Main.                  | CAN                       | Album                            |
| ----- | ------------------------------------------------------------------------------- | ------------------------- | ------------------------- | ------------------------- | -------------------------------- |
| 1975  | "Where Have You Been All My Life" - Face B: "Motor City Madhouse"               | —                         | —                         | —                         | Ted Nugent                       |
| 1976  | "Hey Baby" - Face B: "Stormtroopin'"                                            | 72                        | —                         | —                         | Ted Nugent                       |
| 1976  | "Dog Eat Dog" - Face B: "Street Rats"                                           | 91                        | —                         | 73                        | Free-for-All                     |
| 1976  | "Free for All" - Face B: "Street Rats"                                          | —                         | —                         | —                         | Free-for-All                     |
| 1977  | "Cat Scratch Fever" - Face B: "Wang Dang Sweet Poontang"                        | 30                        | —                         | 37                        | Cat Scratch Fever                |
| 1977  | "Home Bound" - Face B: "Death By Misadventure"                                  | 70                        | —                         | —                         | Cat Scratch Fever                |
| 1978  | "Yank Me, Crank Me" (Live version) - Face B: "Cat Scratch Fever" (Live Version) | 58                        | —                         | 56                        | Double Live Gonzo!               |
| 1978  | "Need You Bad" - Face B: "I Got The Feelin'"                                    | 84                        | —                         | 82                        | Weekend Warriors                 |
| 1979  | "I Want to Tell You" - Face B: "Bite Down Hard"                                 | —                         | —                         | —                         | State of Shock                   |
| 1980  | "Wango Tango" - Face B: "Scream Dream"                                          | 86                        | —                         | —                         | Scream Dream                     |
| 1981  | "Jailbait" - Face B: —                                                          | —                         | 56                        | —                         | Intensities in 10 Cities         |
| 1981  | "Land of a Thousand Dances" - Face B: "The TNT Overture"                        | —                         | 47                        | —                         | Intensities in 10 Cities         |
| 1981  | "The Flying Lip Lock" - Face B: —                                               | —                         | 36                        | —                         | Intensities in 10 Cities         |
| 1982  | "No No No" - Face B: "Habitual Offender"                                        | —                         | —                         | —                         | Nugent                           |
| 1982  | "Bound And Gagged" - Face B: "Habitual Offender"                                | —                         | —                         | —                         | Nugent                           |
| 1984  | "Tied Up in Love" - Face B: "Lean Mean R & R Machine"                           | —                         | 41                        | —                         | Penetrator                       |
| 1984  | "(Where Do You) Draw The Line" - Face B: "Lean Mean R&R Machine"                | —                         | —                         | —                         | Penetrator                       |
| 1986  | "High Heels In Motion" - Face B: "Angry Young Man"                              | —                         | —                         | —                         | Little Miss Dangerous            |
| 1986  | "Little Miss Dangerous" - Face B: "Angry Young Man"                             | —                         | 22                        | —                         | Little Miss Dangerous            |
| 1988  | "She Drives Me Crazy" - Face B: —                                               | —                         | —                         | —                         | If You Can't Lick 'Em...Lick 'Em |
| 1988  | "That's the Story of Love" - Face B: —                                          | —                         | —                         | —                         | If You Can't Lick 'Em...Lick 'Em |
| 1989  | "Fred Bear" - Face B: "Great White Buffalo '89"                                 | —                         | —                         | —                         | Non-album single                 |
| 1995  | "Lovejacker" (promo) - Face B: —                                                | —                         | —                         | —                         | Spirit of the Wild               |
| 1995  | "Hot or Cold" (single Edit (promo)) - Face B: "hot or Cold" (Lp version)        | —                         | —                         | —                         | Spirit of the Wild               |
| 1995  | "Kiss My Ass" (promo) - Face B: —                                               | —                         | —                         | —                         | Spirit of the Wild               |
| 1999  | "Give Me Just A Little" - Face B: —                                             | —                         | —                         | —                         | Great Gonzos! (1999 réédition)   |
| 2002  | "Crave" Radio Edit (promo) - Face B: "Crave" (album version)                    | —                         | —                         | —                         | Craveman                         |
| 2002  | "Klstrphnky" (promo) - Face B: —                                                | —                         | —                         | —                         | Craveman                         |
| 2007  | "Love Grenade" Radio Edit (promo) - Face B: —                                   | —                         | —                         | —                         | Love Grenade                     |
| 2008  | "I am the NRA" - Face B: —                                                      | —                         | —                         | —                         | Non-album single                 |

## Discographie des Damn Yankees

### Albums studios
| Album                                                                          | chart | chart | chart | Certifications |
| Album                                                                          | USA   | SWE   | SUI   | Certifications |
| ------------------------------------------------------------------------------ | ----- | ----- | ----- | -------------- |
| Damn Yankees - Sortie: 22 février 1990 - Label: Warner Records - AllMusic Lien | 13    | —     | —     | 2 × Platine    |
| Don't Tread - Sortie: 11 août 1992 - Label: Warner - AllMusic Lien             | 22    | 37    | 29    | Or             |

### Compilations
| Album |
| --- |
| The Essentials Damn Yankees - Sortie: 16 juillet 2002 - Label: Warner Records - AllMusic Lien               |
| High Enough and Other Hits - Sortie: 10 octobre 2003 - Label: Flashback Records - AllMusic Lien             |
| Extented Versions - Sortie: 26 octobre 2008 - Label: Sony Music - Enregistrements en public - AllMusic Lien |

### Singles
| Année | Titre                                                                    | Position dans les chartes | Position dans les chartes | Position dans les chartes | Position dans les chartes | Position dans les chartes | Album             |
| Année | Titre                                                                    | US hot 100                | US Main.                  | CAN                       | N-Z                       | R-U                       | Album             |
| ----- | ------------------------------------------------------------------------ | ------------------------- | ------------------------- | ------------------------- | ------------------------- | ------------------------- | ----------------- |
| 1990  | "Coming of Age" - Face B: "Tell Me How You Want It "                     | 60                        | 1                         | 51                        | —                         | —                         | Damn Yankees      |
| 1990  | "High Enough" - Face B: "Pile Driver" - Or                               | 3                         | 2                         | 12                        | 24                        | 81                        | Damn Yankees      |
| 1990  | "Come Again" - Face B: "Piledriver"                                      | 50                        | 5                         | —                         | —                         | —                         | Damn Yankees      |
| 1991  | "Runaway" (promo) - Face B: —                                            | —                         | 9                         | —                         | —                         | —                         | Damn Yankees      |
| 1991  | "Bad Reputation" (promo) - Face B: —                                     | —                         | 31                        | —                         | —                         | —                         | Damn Yankees      |
| 1992  | "Don't Tread On Me" (edit) - Face B: "Don't Tread On Me" (album version) | —                         | 3                         | —                         | —                         | —                         | Don't Tread On Me |
| 1992  | "Where You Goin' Now" - Face B: "This Side of Hell"                      | 20                        | 6                         | 11                        | —                         | —                         | Don't Tread On Me |
| 1993  | "Mister Please" (promo) - Face B: —                                      | —                         | 3                         | —                         | —                         | —                         | Don't Tread On Me |
| 1993  | "Silence Is Broken" - Face B: "Double Coyote"                            | 62                        | 20                        | —                         | —                         | —                         | Don't Tread On Me |